# 구획문제
구획문제(區劃問題, demarcation problem)란 과학철학에서 과학과 비과학을 어떻게 구분할 수 있는지를 논하는 분야이다. 여기서 비과학이란 사이비 과학, 맹목적 신앙, 그 외의 여러 행위들을 포함한다. 과학적 방법에 대한 기본적 합의는 광의적으로 이루어졌으나, 구획문제는 100년 이상 동안 수많은 과학철학자들과 과학자들 사이에, 또 온갖 과학의 분야들에서 논쟁이 이루어지고 있다.

## 고대 그리스
구획문제를 해결하려는 초기 시도는 그리스의 자연철학자들과 의약사들에게서 찾을 수 있다. 그들은 선대 그리고 당대의 신화적 미신적 해석들로부터 자신들의 자연에 대한 해석과 방법론을 구분하고자 하였다.
아리스토텔레스는 무언가에 대한 과학적 지식을 가지고 있는 것에 관련된 것들을 상세히 설명했다. 그에 따르면, 과학적이기 위해서는, 원인에 대해 다루어야 하고, 논리적 증명을 사용해야 하며, must identify the universals which 'inhere' in the particulars of sense. 하지만 무엇보다도, 과학적인 것은 필연적 증명의 확실성이 있어야 한다. 그것이 바로 아리스토텔레스에게 있어 앎의 과학적 방법을 구분짓는 마지막 특징인 것이다.— Larry Laudan, Physics, Philosophy, and Psychoanalysis, "The Demise of the Demarcation Problem"

## 논리실증주의
논리실증주의는 경험적 관찰과 논리적 형식을 갖춘 명제에 관한 언명만이 유의미하다고 주장했고, 이러한 방식으로 유도되지 않은 언명(종교적, 형이상학적 언명 등)은 애초에 무의미하다고 했다("의미의 검증가능성 이론"이라고도 알려진 검증주의 참조). 제2차 세계 대전이 종전한 뒤, 논리실증주의의 중심 교리들은 넬슨 굿맨, 윌러드 밴 오먼 콰인 등의 철학자들의 공격의 대상이 되었다. Nicholas G. Fotion은 “1960년대 후반이 되기 전에 (논리실증주의) 운동은 감기가 낫듯 자연히 사라졌다”고 말한다. 대부분의 철학자들은 논리실증주의가 “죽었다”고 간주하고 있다. 1970년대 후반이 되면 논리실증주의가 심각한 결함이 있다는 인식은 더욱 널리 퍼져서, 논리실증주의의 주요한 옹호자 중 한 명인 앨프리드 줄스 에이어마저 “가장 중요한 [결점]은...그것의 거의 모든 점이 틀렸다는 것”이라고 말할 지경이 되었다.

## 반증주의
반증 가능성은 칼 포퍼가 논리실증주의의 검증 가능성에 반대하여 제안한 구획 기준이다. “언명 또는 언명의 체계가 과학적이라고 평가받기 위해서는, 가능한 또는 생각할 수 있는 관찰 결과와 모순될 수 있어야 한다”는 것이다. 포퍼는 구획문제를 과학철학의 가장 핵심 문제라고 여겼다. 논리실증주의의 비엔나 학파와 달리, 포퍼는 자신은 "유의미"의 기준을 제안하는 것이 아니라고 천명했다.
포퍼는 후기 연구에서 반증 가능성이야말로 구획의 필요충분조건이라고 말했다. 이에 따라 어떤 언명의 과학적 또는 비과학적 여부는 시간이 지나도 변하지 않는다고 주장했다. 포퍼의 주장을 요약하면, 어떤 언명이 “논리적으로 관찰 가능한 사건을 논리적으로 설명하는 다른 어떤 (경험적) 언명과 논리적으로 모순된다면, 그리고 모순되어야만” 반증이 가능하다.

## 탈실증주의
미국의 과학사학자이자 과학철학자인 토머스 쿤은 탈실증주의 또는 탈경험주의라 불리는 어떤 사조와 관련이 있는 것으로 생각되곤 한다. 그는 1962년 작품 《과학혁명의 구조》에서 과학을 하는 과정을 두 가지의 서로 다른 노력, 즉 정상과학과 비상과학("혁명적 과학"이라고도 한다)으로 나누었다.
쿤의 구획문제에 관한 시각은 그가 천문학과 점성술을 비교한 데서 명확히 드러난다. 고대로부터 천문학은 퍼즐풀이의 기능을 가지고 있었고 그렇기에 과학이다. 만약 천문학자의 예측이 틀리더라도, 그에게 보다 많은 측정값이 주어지거나 이론이 수정되면 그 퍼즐은 그때는 풀릴 수도 있다. 이에 반해 점성술사는 이러한 퍼즐을 가지고 있지 않다. “특정한 실패 사례는 퍼즐을 연구하게 만들지도 못하고, 점성술의 전통을 다시 쓰고자 하는 건설적인 시도를 불러일으키지도 못한다”… 그러므로 쿤에 따르면 점성술은 과학이 될 수 없다.— Sven Ove Hansson, The Stanford Encyclopedia of Philosophy, "Science and Pseudo-Science"

포퍼는 쿤의 구획 기준을 비판했다. 포퍼에 따르면 점성술사들 역시 퍼즐풀이에 참여하고 있으며, 쿤의 기준에 따르면 점성술도 과학이 될 것이라는 것이다. 포퍼는 쿤의 기준을 따르면 “과학의 이성적 기준이 사회적인 것으로 대체되는… 대참사가 일어날 것”이라고 했다.

## 파이어아벤트와 러커토시
쿤의 연구는 포퍼의 구획론에 큰 의문을 제기했으며, 과학적 변화에 있어 인간과 주관을 강조하였다. 파울 파이어아벤트는 구획문제는 사람을 함정에 빠뜨린다고 주장했다. 과학은 애초에 구획지어질 필요가 없으며, 일부 철학자들이 과학의 특별한 권위적 위치를 정당화시키려고 시도하여 과학이 공공 담론을 지배할 수 있게 하려는 것 뿐이라는 것이다. 파이어아벤트는 과학은 논리적으로나 방법론적으로나 특별한 위치를 점하고 있지 못하며, 과학자들에 의해 만들어진 특수한 권위들은 유지될 필요가 없다고 주장했다. 그는 과학이 실행되어온 역사를 살펴보면, 과학적 지식을 증진시키기 위한 목적으로 과학의 규칙이나 방법이 위반 내지 회피되지 않은 적이 없다고 주장했다.
러커토시 임레는 포퍼는 지나치게 완고하고, 쿤은 과학과 사이비과학의 명시적인 구분을 포기했다며 둘을 모두 비판했다. 그는 연구 프로그램의 방법론에 기반하여, 참신한 예측을 하고 예측이 들어맞는 "진보적 프로그램"은 과학적이고, 예측에 실패하며 그 실패를 설명하기 위해 이론을 꾸며내는 "퇴행적 프로그램"은 비과학적이라고 주장했다.
러커토시와 파이어아벤트 모두 과학은 추론의 자율적 형태가 아니며, 인간의 사고와 탐구라는 더 큰 집합에서 떼어놓을 수 없다고 생각했다.

## 태거드
폴 태거드는 어떤 이론이 다음 두 가지 사항을 만족하면 그 이론은 과학적이 아니라고 주장했다.

1. 그 이론은 오랜 시간동안 경쟁 이론들에 비해 덜 진보적이었고, 많은 미해결 문제에 직면해 있다.
2. 그 이론에 종사하는 공동체가 이론을 발전시켜 문제를 해결하려는 노력을 거의 하지 않고, 그 이론을 다른 이론과 비교하려는 시도에 관심을 보이지 않으며, 입증과 반증을 선택적으로 고려한다.

태거드는 어떤 이론이 완전히 사이비과학의 낙인이 찍히기 전 얼마 동안 그저 "장래성이 없다"는 정도의 취급을 받는다고 명시한다. 그는 점성술을 예시로 든다. 점성술은 17세기 물리학의 발전과 비교할 때 침체되어 있었다가, 19세기에 들어 심리학이 더 좋은 대안 설명을 제공함으로써 마침내 "사이비과학"이 되었다는 것이다.
또한 태거드는 자신의 기준은 협의적으로도, 너무 광의적으로도 해석되어서는 안 된다고 말한다. 협의적 해석이 지나치면 대안 이론에 관한 고의적인 무지가 발생할 수 있고, 광의적 해석이 지나치면 우리 시대의 과학을 미래의 과학과 비교해서 평가절하하는 사태가 발생할 수 있다. 태거드의 정의는 실용적 정의이며, 침체되어 있고 과학적 연구를 수행하지 않는 탐구 분야로서의 사이비과학을 구분해 내는 것을 일반 목적으로 한다.

## 라우든
래리 라우든은 구획의 기준을 마련하기 위한 다양한 역사적 시도들을 살펴본 뒤, 과학과 비과학을 구분하는 문제, 과학과 사이비과학을 구분하는 문제에 있어 “철학은 제 기능을 하는 데 실패했다”는 결론을 내린다.

## 같이 보기
- 관념론
- 상대주의
- 과학주의